# Arco di San Pierino
L'arco di San Pierino, noto anche come volta di San Piero, è una porta cittadina del XII secolo che faceva parte dell'antica cinta muraria di Firenze; collega piazza San Pier Maggiore e via dell'Oriuolo angolo via Sant'Egidio/Borgo Pinti a Firenze.

## Storia e descrizione
Da non confondere con l'arco seicentesco ben più in vista nella piazza (si tratta invece dei resti dell'antica chiesa di San Pier Maggiore, distrutta nel Settecento), l'arco di San Pierino è invece un passaggio coperto piuttosto lungo e molto più antico, realizzato in conci di pietraforte a vista.
Si ritiene che sia un vestigio dell'antica cinta muraria di Firenze, quella realizzata tra il 1173 e il 1175, che proprio qui girava ad angolo verso sud, verso l'Arno. In particolare qui si doveva aprire la postierla degli Albertinelli, dal nome di una famiglia che aveva le case in questa zona, e che era sorvegliata dalla torre dei Pazzi di Valdarno, di cui restano le vestigia in borgo Albizi 30 rosso. Su via dell'Oriuolo infatti la porta era contrassegnata da uno stemma Pazzi, oggi illeggibile. Dell'epoca in cui l'arco era una struttura difensiva restano alcune botole nel soffitto, per lo più murate, ma una delle quali conserva ancora una copertura in legno.
Dentro il passaggio vennero ricavate nel tempo alcune botteghe di cibarie, mescite di vino, friggiorie e trippai, alcune delle quali sono tuttora esistenti. Vennero descritti anche da Bruno Cicognani ne La cantiflora.
Insieme con la retrostante piazza, l'arco è stato sottoposto ad un radicale rifacimento della pavimentazione e dell'illuminazione nel 2008.

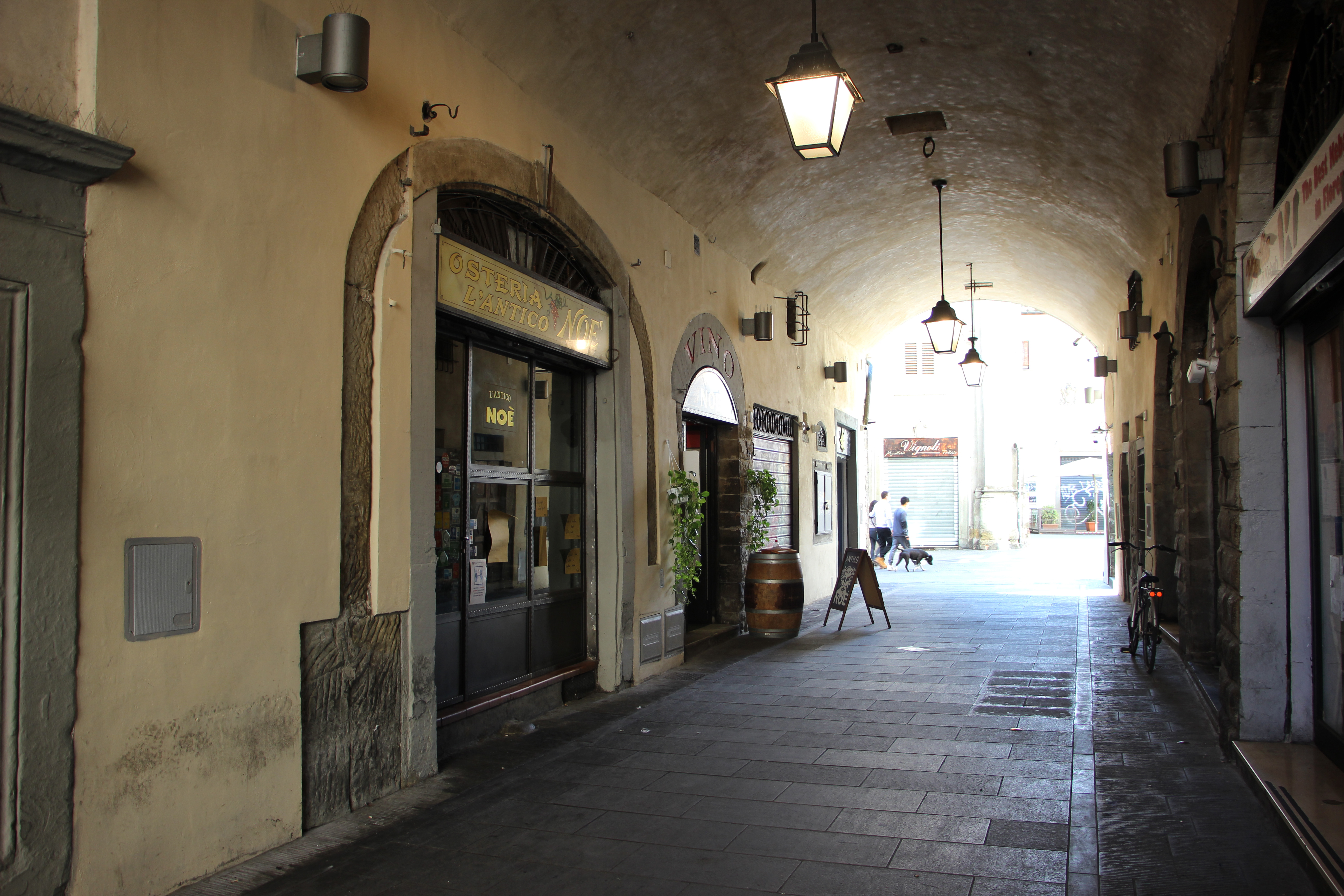
Il passaggio coperto
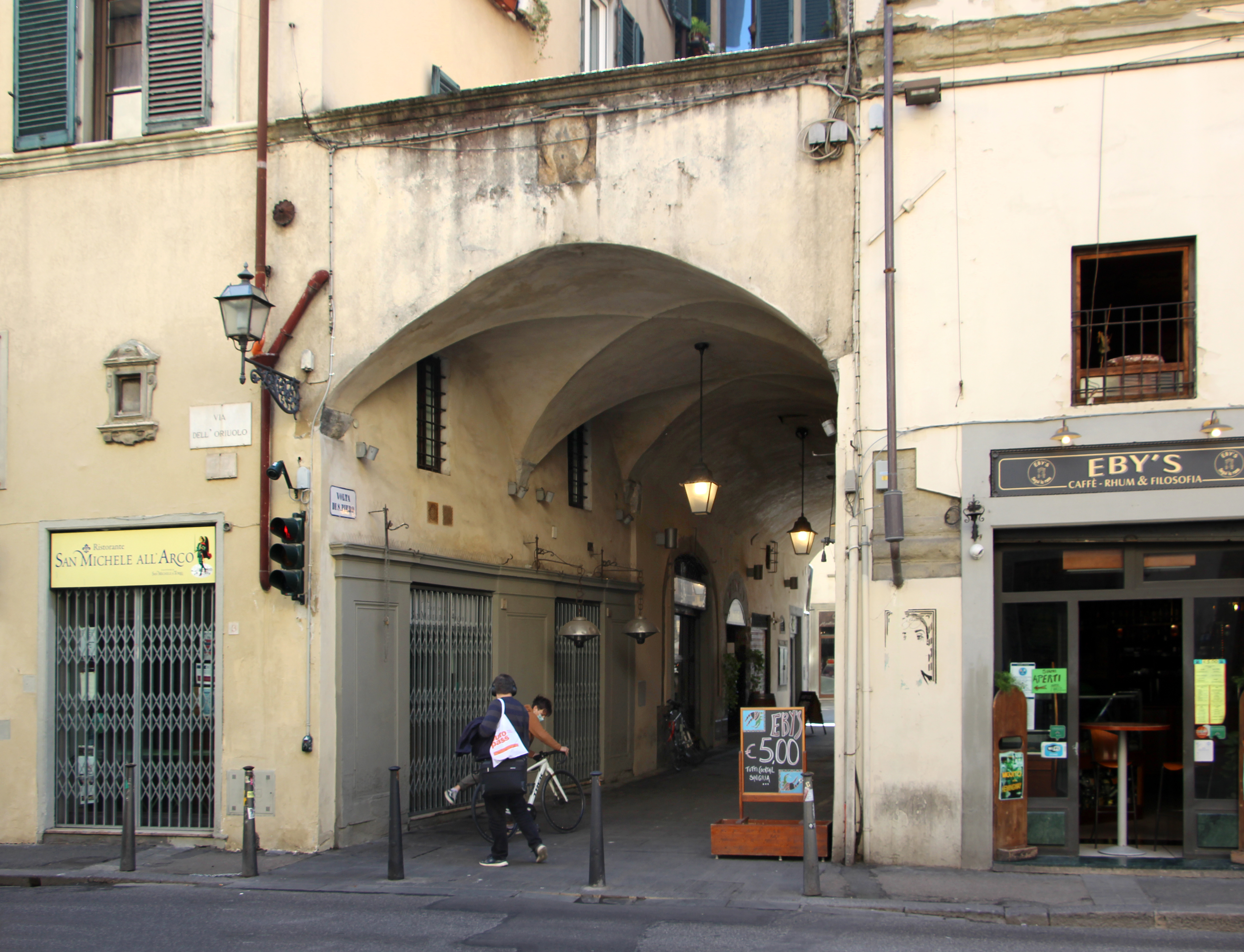
Entrata da via dell'Oriuolo
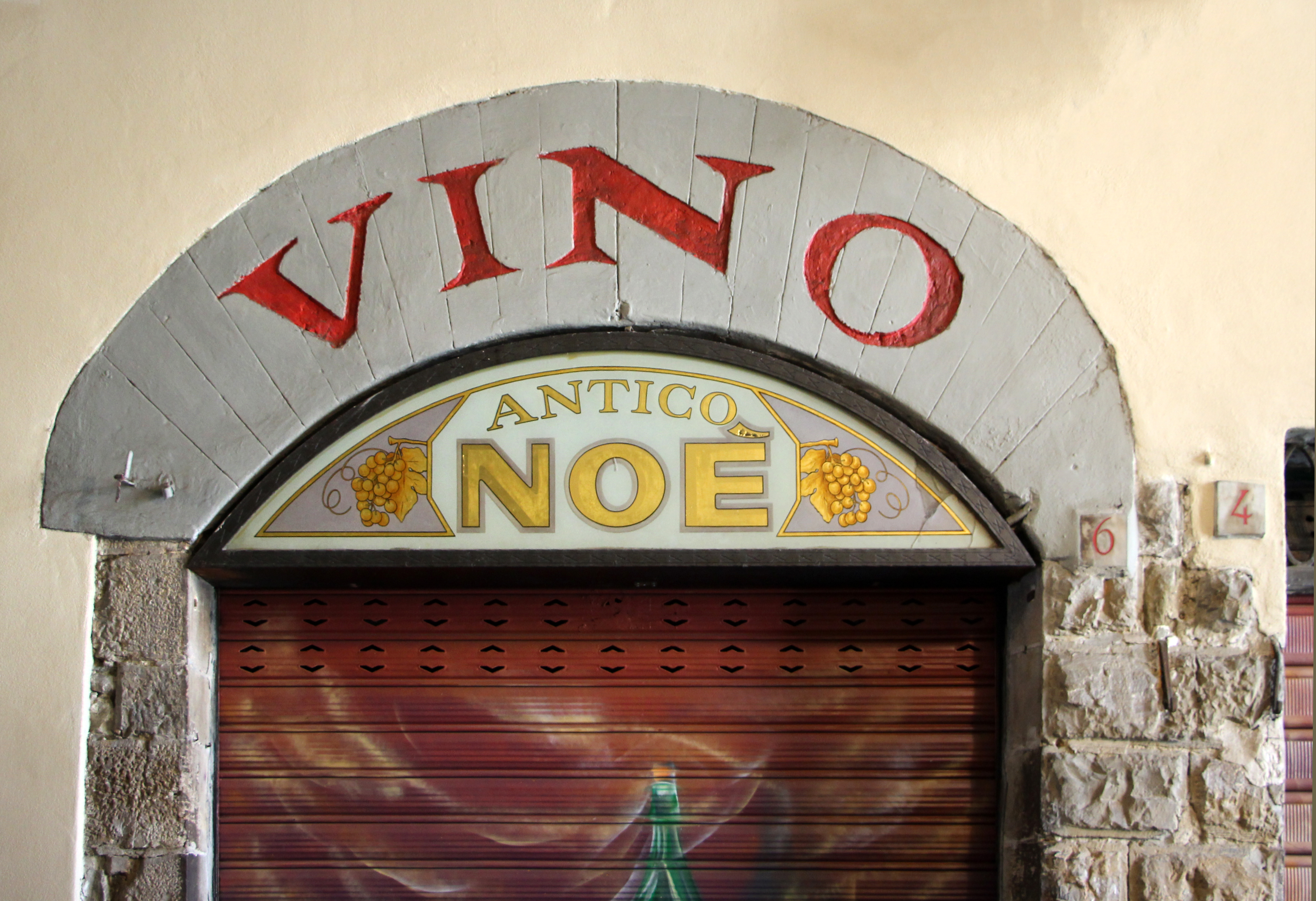
Antica insegna con iscrizione "Vino", risalente alla fine dell'Ottocento o alla prima metà del Novecento
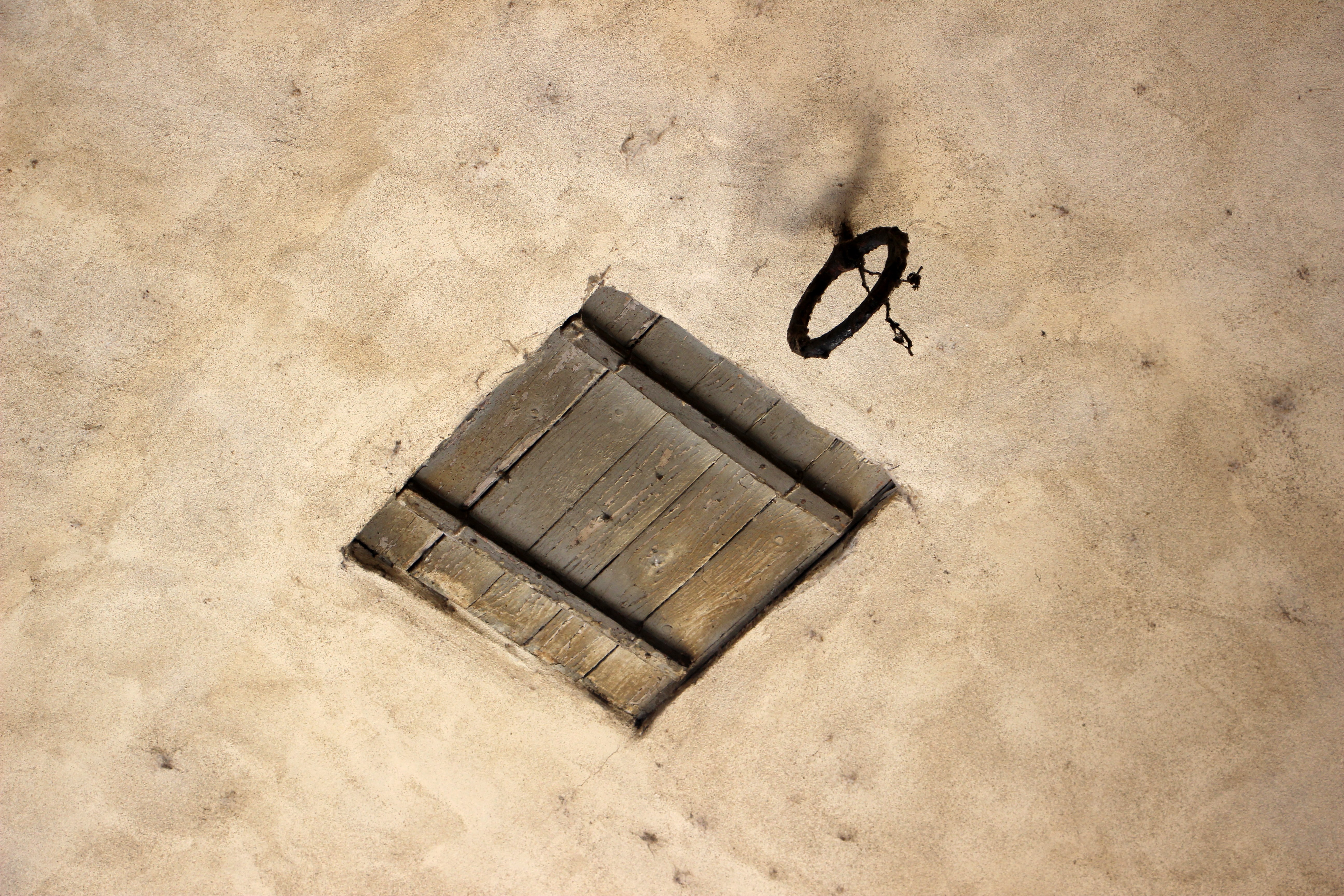
Botola sulla volta
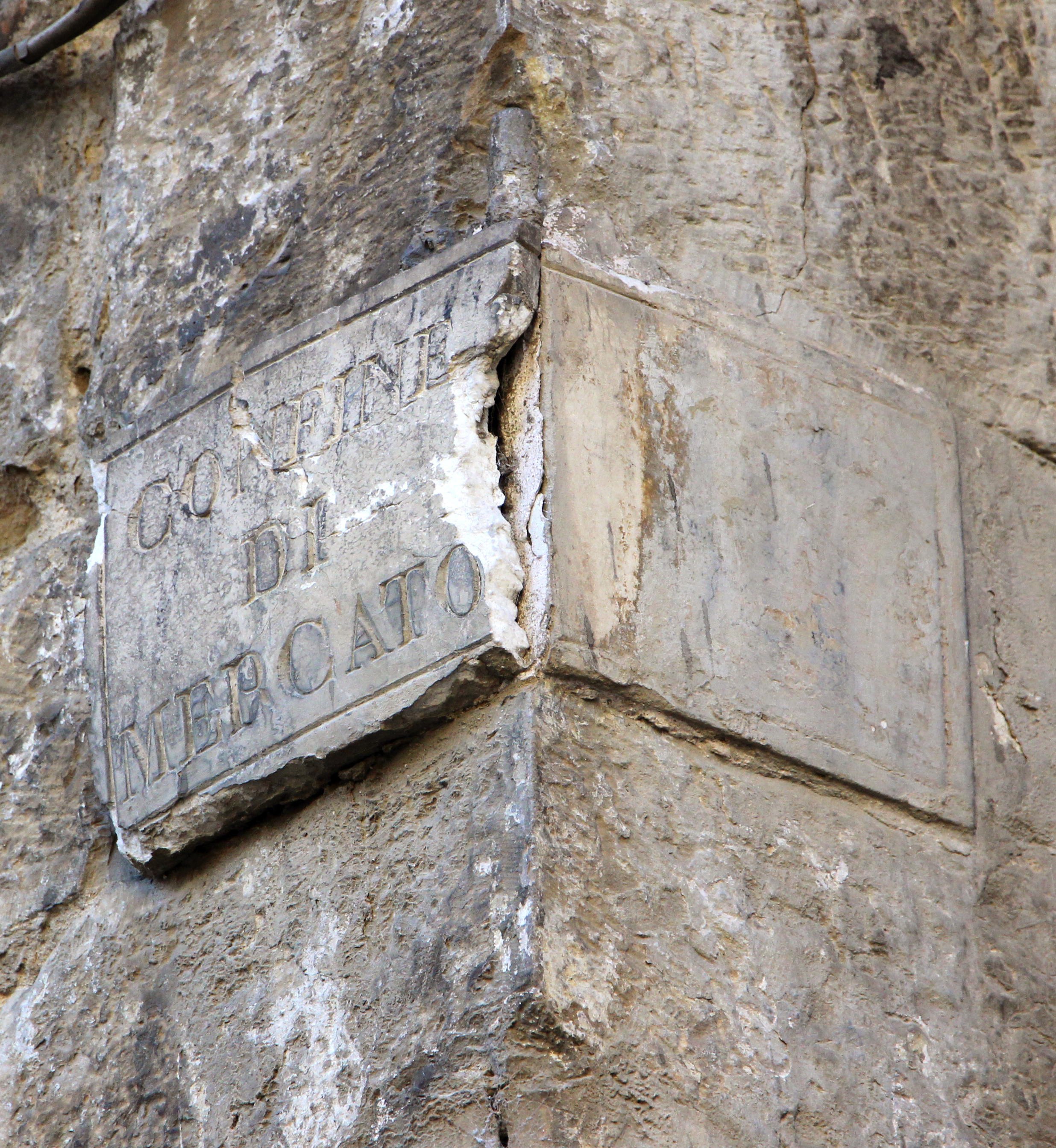
Confine di mercato